# Sciron fundator
Sciron fundator là một loài tò vò trong họ Ichneumonidae.